# Gotham FC
El Gotham Football Club és un equip de futbol professional estatunidenc amb seu a l'àrea metropolitana de Nova York que competeix a la National Women's Soccer League (NWSL). Fundat a Nova Jersey el 2006 com a Jersey Sky Blue, l'equip va ser conegut com a Sky Blue FC del 2008 al 2020, i com a NJ/NY Gotham FC del 2021 al 2024. Membre fundador de la NWSL el 2013, el Sky Blue FC també va jugar al futbol professional femení (WPS) del 2009 al 2011, guanyant el campionat el 2009. Com a Gotham FC ha guanyat el campionat de la NWSL el 2023. Juga com a local a l'estadi Sports Illustrated Stadium, amb una capacitat de 25.000 espectadores.

## Palmarès
- 2 Lliga (2009, 2023)